# 系统监视器
系统监视器（system monitor）是一种用于监视计算机系统中资源与性能情况的硬件或软件组件。

## 概述
系统监视器大多以软件形式存在，有时作为小部件引擎的一部分。它们通常用于监控系统资源的使用情况，最基本的信息如CPU使用率与频率、空闲内存量。有时它们还用来显示一个或多个硬盘驱动器的可用空间，CPU和其他重要组件的温度，以及系统的IP地址、当前的网络传输速度等信息。其他信息还可能有：当前的日期和时间、上线时间、计算机名称、用户名称、硬盘S.M.A.R.T.数据、风扇速度、电源电压等等。
少数计算机系统装有基于硬件的系统来监控类似信息。它们通常占用计算机机箱前面板的一个或多个驱动器托架，并直接连接到系统硬件接口，或通过USB接口连接到软件的数据收集系统。在采集数据的同时，监控系统可以在一个小型的LCD面板或一系列小型的模拟或LED数字显示器上显示信息。一些基于硬件的系统监视器还允许直接控制风扇速度，允许用户快速定制系统的冷却效率。

## 软件
单个系统：
- Activity Monitor
- AIDA64
- CPU-Z
- Conky
- Htop
- iftop（英语：iftop）
- iostat（英语：iostat）
- KDE System Guard（英语：KDE System Guard）（KSysguard）
- monit
- Monitorix（英语：Monitorix）
- Motherboard Monitor（英语：Motherboard Monitor）
- nmon（英语：nmon）
- ntop（英语：ntop）
- Process Explorer
- 資源監視器（resmon）
- Samurize（英语：Samurize）
- Sar in UNIX（英语：Sar in UNIX）
- SpeedFan（英语：SpeedFan）
- System Monitor（英语：System Monitor）（sysmon）
- top（英语：top (software)）
- vmstat（英语：vmstat）
- Windows桌面小工具[1]
- 任务管理器 (Windows元件)

分布式：
- Argus (monitoring software)（英语：Argus (monitoring software)）
- Collectd（英语：Collectd）
- Ganglia（英语：Ganglia (software)）
- GKrellM（英语：GKrellM）
- HP SiteScope（英语：HP SiteScope）
- monit（付费版M/monit）
- Munin（英语：Munin (software)）
- Nagios
- NetCrunch
- Performance Monitor（英语：Performance Monitor）（perfmon）
- Zenoss Core（英语：Zenoss Core）